# Гіттнау
Гіттнау (нім. Hittnau) — громада  в Швейцарії в кантоні Цюрих, округ Пфеффікон.

## Географія
Громада розташована на відстані близько 115 км на північний схід від Берна, 22 км на схід від Цюриха.
Гіттнау має площу 13 км², з яких на 13,1% дозволяється будівництво (житлове та будівництво доріг), 48,2% використовуються в сільськогосподарських цілях, 37,3% зайнято лісами, 1,5% не є продуктивними (річки, льодовики або гори).

## Демографія
2019 року в громаді мешкало 3664 особи (+5,3% порівняно з 2010 роком), іноземців було 7,7%. Густота населення становила 283 осіб/км².
За віковим діапазоном населення розподілялося таким чином: 22,8% — особи молодші 20 років, 61,5% — особи у віці 20—64 років, 15,7% — особи у віці 65 років та старші. Було 1525 помешкань (у середньому 2,4 особи в помешканні).
Із загальної кількості 783 працюючих 74 було зайнятих в первинному секторі, 289 — в обробній промисловості, 420 — в галузі послуг.